# Cỗ máy thời gian
Cỗ máy thời gian (tiếng Anh: The Time Machine) là một tiểu thuyết thuộc thể loại khoa học viễn tưởng của nhà văn H. G. Wells, được xuất bản vào năm 1895. Đây là một khái niệm phổ biến khi đề cập đến việc du hành thời gian, việc này có thể thực hiện được bằng một cỗ xe mà nhà du hành có thể điều khiển đến bất kì nơi nào mà họ muốn đến. Thuật ngữ "cỗ máy thời gian" lần đầu tiên được đặt ra bởi Well trong tác phẩm của ông. Tiểu thuyết Cỗ máy thời gian đã từng được chuyển thể thành 2 bộ phim điện ảnh cùng tên là Cỗ máy thời gian (phim 1960) và Cỗ máy thời gian (phim 2002), cũng như 2 loạt phim truyền hình, và nhiều truyện tranh khác. Ý tưởng về cỗ máy thời gian cũng đã truyền cảm hứng cho nhiều tác phẩm văn học cũng như nhiều sản phẩm giải trí khác.

## Cốt truyện
Nhân vật chính của cuốn sách là một nhà khoa học và nhà phát minh nho nhã sống tại Richmond, Surrey ở Anh thời Victoria, và chỉ đơn giản được người kể chuyện gọi là Người du hành thời gian. Người kể chuyện kể lại câu chuyện về người du hành cho khách ăn tối cùng ông nghe lúc đó chỉ đơn giản là một chiều không gian thứ tư, và sự mô tả của ông về một mô hình cỗ máy sử dụng cho việc dịch chuyển thông qua nó. Ông tiết lộ rằng ông đã xây dựng một cỗ máy có khả năng mang một người xuyên qua thời gian, và trở lại vào bữa ăn tối trong tuần sau để kể lại một câu chuyện đáng chú ý, trở thành người kể chuyện mới.
Trong câu chuyện mới, Time Traveller kiểm tra thiết bị của mình với một cuộc hành trình mà đưa ông đến năm 802.701, nơi ông gặp Eloi, một xã hội của những con người nhỏ bé, thanh lịch, và trẻ con. Họ sống trong các cộng đồng nhỏ với nhà cửa lớn và hiện đại nhưng đang dần xuống cấp, không làm việc và chỉ ăn toàn hoa quả. Những nỗ lực của ông để giao tiếp với họ bị cản trở bởi họ thiếu sự tò mò, kỷ luật, và ông cho rằng họ là một xã hội hòa bình, kết quả của việc nhân loại chinh phục thiên nhiên với công nghệ, và tiếp đó tiến hóa để thích nghi với một môi trường mà trong đó sức mạnh và trí tuệ không còn thuận lợi cho sự sống còn.

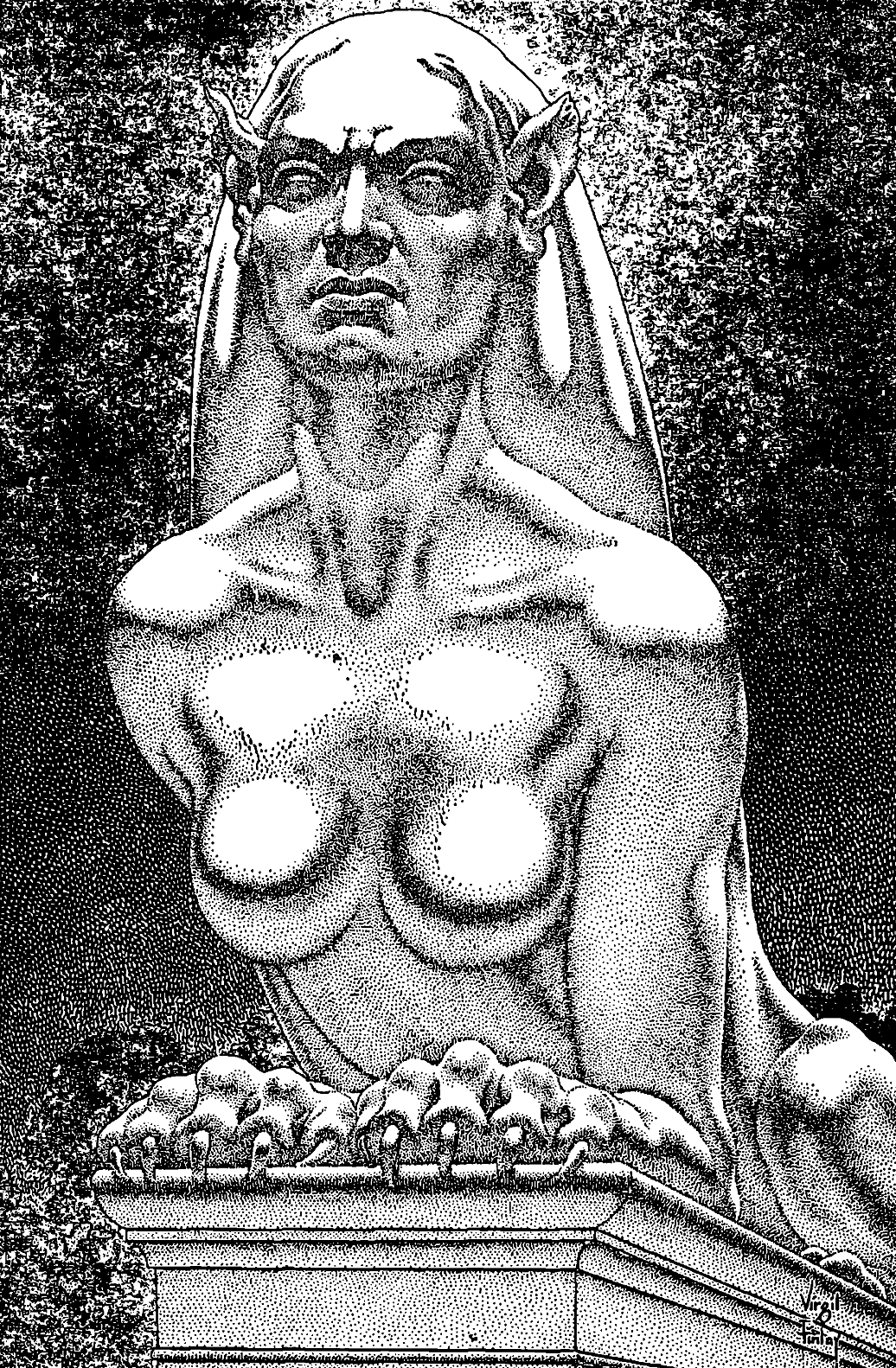
Tranh vẽ về tượng nữ nhân sư trong Time Machine

Trở lại với nơi ông đến, Người du hành thời gian ngạc nhiên khi thấy cỗ máy thời gian của ông bị mất tích, và cuối cùng biết được rằng nó đã bị một đám người kéo bỏ vào công trình gần đó với cánh cửa nặng nề, bị khóa từ bên trong,giống như Sphinx. May mắn thay, ông đã loại bỏ đòn bẩy của máy trước khi rời khỏi nó. Sau đó trong bóng tối, ông đã bị đe dọa bởi các Morlocks,loài vượn người sống trong bóng tối dưới lòng đất và chỉ lên trên mặt đất vào ban đêm. Trong ngôi nhà của họ, ông phát hiện ra các máy móc và công nghệ có thể biến mặt đất thành thiên đường.
Ông làm thay đổi lý thuyết của ông, suy đoán rằng loài người đã phát triển thành hai loài: nhóm nhàn rỗi đã trở thành loài Eloi lười biếng, và các tầng lớp lao động bị áp bức đã trở thành loài Morlocks bạo tàn sợ ánh sáng. Suy luận rằng Morlocks đã lấy cỗ máy thời gian của mình, ông khám phá các đường hầm của Morlock, khám phá ra vì thiếu thức ăn,họ ăn các Eloi. Sự suy luận lại của ông là mối quan hệ của họ không phải là lãnh chúa và đầy tớ,mà như gia súc và chủ trại. Người du hành lý luận rằng trí thông minh là kết quả và là sự ứng phó trước nguy hiểm; không có thách thức để Eloi đối mặt, họ đã mất tinh thần, trí tuệ và thể chất của nhân loại tới mức tận cùng.
Trong khi đó, ông cứu một Eloi tên Weena khỏi chết đuối và không ai trong số các Eloi khác có bất kỳ thông báo về hoàn cảnh của cô, và họ phát triển một mối quan hệ tình cảm ngây thơ trong suốt nhiều ngày. Ông đem Weena theo trong một chuyến thám hiểm đến một cấu trúc cạnh đó mà hóa ra là phần còn lại của một bảo tàng, nơi ông tìm thấy một nguồn cung cấp diêm và sáng tạo ra thứ vũ khí đánh lại Morlocks, những kẻ mà ông sợ phải đấu tranh để có lại máy tính của mình. Ông dự định sẽ đưa Weena trở lại thời của mình. Bởi vì cuộc hành trình dài và mệt mỏi trở về nhà của Weena, họ dừng lại trong rừng, và sau đó họ bị Morlocks bắt trong đêm, và Weena ngất xỉu.
Người du hành chỉ thoát được khi một cây đuốc nhỏ mà ông đã để lại phía sau để ngăn Morlocks bắt kịp họ trở thành một đám cháy rừng; Weena đã thất lạc trong ngọn lửa,cũng giống như lũ Morlocks. Các Morlocks mở Sphinx và sử dụng cỗ máy thời gian làm mồi để gài bẫy người du hành, không biết rằng ông sẽ sử dụng nó để trốn thoát. Ông điều khiển các đòn bẩy về phía trước và đưa ông đi xa hơn đến khoảng 30 triệu năm sau thời mình. Ở đó, ông nhìn thấy một số các sinh vật sống cuối cùng trên một Trái Đất đang chết mòn,một sinh vật đáng sợ giống cua đang lang thang trên bãi biển màu đỏ máu để đuổi bắt một con bướm khổng lồ trong một thế giới tràn ngập thảm thực vật đơn giản.
Ông tiếp tục thực hiện những chuyến ghé thăm ngắn hạn qua thời gian, thấy vòng quay của Trái đất dần dần chấm dứt và mặt trời trở nên lớn hơn, đỏ hơn, và sáng hơn, và cả thế giới rơi vào  im lặng và giá lạnh như một sinh vật sống cuối cùng đang bị thoái hóa. Vô cùng sửng sốt, ông đi lại vào máy và quay về Victoria, đi đến phòng thí nghiệm của mình ở Richmond (kể từ khi ông đi du hành trong thời gian, không gian) chỉ ba giờ sau khi ông rời đi. Làm gián đoạn bữa ăn tối, ông khẳng định cuộc phiêu lưu của mình với những du khách hoài nghi của mình,đưa ra bằng chứng về hai loại hoa lạ màu trắng Weena đã để trong túi của mình. Người kể chuyện ban đầu đã tiếp nhận và thuật lại rằng ông trở về nhà Người du hành ngày hôm sau, thấy anh ta đang chuẩn bị lần cuối cho một cuộc hành trình khác.